# Тайницька сільська рада
| Тайницька сільська рада — колишній орган місцевого самоврядування у Тетіївському районі Київської області з адміністративним центром у с. Тайниця. Історична дата утворення: в 1919 році. Сільській раді були підпорядковані населені пункти: - с. Тайниця |

## Склад ради
Рада складалась з 14 депутатів та голови.

### Керівний склад ради
| ПІБ                          | Основні відомості                                                 | Дата обрання | Дата звільнення |
| ---------------------------- | ----------------------------------------------------------------- | ------------ | --------------- |
| Гуменюк Галина Олександрівна | Сільський голова, 1959 року народження, освіта, позапартійна      | 26.03.2006   | 31.10.2010      |
| Іщенко Сергій Григорович     | Сільський голова, 1969 року народження, освіта вища, безпартійний | 31.10.2010   |                 |

Примітка: таблиця складена за даними джерела